# Hyblaea ibidias
Espèce
Hyblaea ibidias est une espèce de lépidoptères de la famille des Hyblaeidae.

## Description
L'envergure est d'environ 35 millimètres.

## Répartition
Hyblaea ibidias se trouve en Nouvelle-Galles du Sud et au Queensland.

## Écologie
On a observé la chenille de Hyblaea ibidias se nourrir de Pandorea jasminoides.